# Dominika Gawęda
Dominika Gawęda-Szczepanik (ur. 30 kwietnia 1985 w Bielsku-Białej) – polska piosenkarka. Od 2006 wokalistka zespołu Blue Café.

## Życiorys
Ma młodszą siostrę, Martę, która również jest piosenkarką i śpiewała w zespole Cardamonn. Ukończyła Bielskie Liceum Artystyczne im. Stanisława Wyspiańskiego.
W 2002 wygrała jeden z odcinków programu TVN Droga do Gwiazd. W 2004 brała udział w eliminacjach do programu Polsatu Idol. Następnie brała udział w programie TVP2 Szansa na sukces.
1 stycznia 2006 została wokalistką zespołu Blue Café, zajmując miejsce Tatiany Okupnik. Wydała z zespołem pięć albumów studyjnych: Ovosho (2006), Four Seasons (2008), DaDa (2011), Freshair (2014) i Double Soul (2018). W 2012 otrzymała nominację do Superjedynki w kategorii SuperArtystka.
W 2019 zasiadła w polskim składzie jurorskim 64. Konkursu Piosenki Eurowizji i w jury drugiego półfinału Szansy na sukces wyłaniającego reprezentanta Polski w 17. Konkursie Piosenki Eurowizji dla Dzieci.

## Życie prywatne
29 lipca 2017 wzięła ślub z Maciejem Szczepanikiem, członkiem zespołu Pectus.